# HD 3488
HD 3488，又名CP-55 130，SAO 232114、HR 162，是一颗恒星，视星等为6.41，位于銀經307.41，銀緯-62.61，其B1900.0坐标为赤經0h 32m 38.7s，赤緯-54° -62.61′ 39″。